# Sveriges Dansorganisation
Sveriges Dansorganisation (SDO) är en nationell organisation för svenska dansskolor, -föreningar och -lärare. Omkring 50 dansskolor och 2500 dansare spridda över hela landet är anslutna till SDO. Organisationen arrangerar regelbundet tävlingar inom disco, hiphop, pardans och konstnärlig dans. SDO är medlem i International Dance Organisation och World Dance Council.